# Макнил, Джон Джеймс
Джон Джеймс Макни́л (англ. John James McNeil; 3 сентября 1925, Буффало, штат Нью-Йорк, США — 22 сентября 2015, Форт-Лодердейл, штат Флорида, США) — священник Римско-католической церкви, бывший член Общества Иисуса, психотерапевт и академический теолог со специализацией в области квир-богословия.

## Биография
Родился 2 сентября 1925 года в Буффало в многодетной семье. В возрасте четырёх лет потерял мать, которую ему заменила тётка по материнской линии, формально сочетавшаяся браком с его отцом. По воспоминаниям Макнила, его детство было тяжёлым. В 1942 году поступил на службу в армию США и участвовал во Второй мировой войн. Сражался в рядах 87-го пехотного полка. В 1944 году на территории Франции попал в плен к нацистам. Был помещён в лагерь для военнопленных близ Лойкенвальда в Германии, в котором находился до мая 1945 года.
Уволившись из армии, поступил в Канизиус-колледж в Буффало, который окончил с отличием. Защитил ученые степени в Беллармин-колледже в штате Нью-Йорк и Вудсток-колледже в штате Мэриленд. В 1948 году вступил в Общество Иисуса. В 1959 году был рукоположен в сан священника кардиналом Фрэнсисом Спеллманом. В 1961 году поступил в докторантуру Католического университета Лёвена. За время обучения осознал собственную гомосексуальность, впал в депрессию, и только влюблённость в другого мужчину помогла ему преодолеть суицидальные мысли. В 1964 году с отличием защитил степень доктора философии. Докторская диссертация Макнила, посвящённая философской и религиозной мысли Мориса Блонделя, была опубликована в 1966 году в качестве первого тома серии «Исследования по истории христианской мысли».
В 1964 году был назначен преподавателем философии в Ле-Мойн-колледж в Сиракузах. Под влиянием взглядов священника Дэниела Берригана стал противником войны во Вьетнаме. В 1972 году преподавал христианскую этику в Вудсток-коледже и Американской духовной семинарии. В начале 1970-х годов Макнил снова впал в глубокую депрессию, из которой ему помогла выбраться работа по оказанию помощи гомосексуальным людям в Римско-католической церкви. Тогда же он начал публично говорить о проблемах гомосексуалов-католиков, для которых в 1972 году, вместе с другим иезуитом, Робертом Картером, организовал нью-йоркское отделение группы «Достоинство». В 1975 году поступил на курсы психотерапии в Институте религии и здоровья, окончив которые, начал частную психотерапевтическую практику. Преподавал в Институте религии и здоровья, а позднее был принят на место директора программы пастырских исследований для духовенства из городских районов.
В 1976 году издал свою первую книгу «Церковь и гомосексуал». Вначале руководство Римско-католической церкви одобрило эту книгу, но потом отказалось от своего решения из-за того, что Макнил приобрёл репутацию защитника прав гомосексуалов. В 1977 году Ватикан приказал ему не писать и не высказываться публично о гомосексуальности. Из-за своей глубокой преданности религии и, полагая, что церкви нужно время, чтобы выработать отношение к этой теме, он согласился. В течение почти десяти лет Макнил не выступал публично, продолжая оказывать пастырскую помощь гомосексуальным католикам. Однако две вещи побудили его прервать молчание, хотя он понимал, что, поступая так, рискует быть исключённым из Общества Иисуса.
Первым фактором стала эпидемия СПИДа. Вместе с терциарным монахом Джаджем, который, как и он, был гомосексуален, Макнил основал в Гарлеме службу помощи бездомным, заболевшим СПИДом. Вторым фактором был официальный документ «О пастырской заботе о гомосексуалах», выпущенный Ватиканом в октябре 1986 года. Он был издан под подписями архиепископа Альберто Бовоне и кардинала Йозефа Ратцингера, будущего римского папы под именем Бенедикта XVI. В документе, известном как пастырское письмо, заявлялось, что гомосексуализм — это «более или менее сильная склонность к внутреннему моральному злу». В ноябре 1986 года Макнил осудил это письмо в заявлении, опубликованном для «The New York Times» и «The National Catholic Reporter». В ответ Ратцингер приказал ему хранить молчание по этому поводу и прекратить пастырскую работу с гомосексуальными католиками под угрозой исключения из Общества Иисуса. Макнил возразил ему. В начале 1987 года по приказу Ватикана его исключили из рядов иезуитов, однако он не был лишён сана священника и мог проводить богослужения и оказывать пастырскую поддержку нуждающимся в ней людям.
Макнил продолжил психотерапевтическую практику и начал больше времени уделять гражданскому активизму. Он совершил каминг-аут и стал открытым гомосексуалом. В 1987 году был главным маршалом марша достоинства в Нью-Йорке. Он также продолжил педагогическую деятельность; преподавал в Фордемском университете и других учебных заведениях. Последние годы жил в Форт-Лодердейле с Чарли Кьярелли, своим многолетним партнёром, с которым в 2008 году сочетался браком в Торонто. Несмотря на гонения, которым Макнил подвергался со стороны руководства Римско-католической церкви, он остался верен католическому вероучению и до последнего дня являлся католическим священником. Четверть века Макнил оказывал психологическую и пастырскую помощь гомосексуальным христианам.

## Сочинения
- «Церковь и гомосексуал» (англ. The Church and the Homosexual, 1993)
- «Возложите упование на Бога. Богословие освобождения для геев, лесбиянок и их любимых, семей и друзей» (англ. Taking a Chance on God: Liberating Theology for Gays, Lesbians, and Their Lovers, Families, and Friends, 1996)
- «Свобода, славная свобода. Духовное путешествие к полноте жизни для геев, лесбиянок и всех остальных» (англ. Freedom, Glorious Freedom: The Spiritual Journey to the Fullness of Life for Gays, Lesbians, and Everybody Else, 2009)
- «Обе ноги твердо стоят в воздухе. Моё духовное путешествие» (англ. Both Feet Firmly Planted in Midair: My Spiritual Journey, 1998)
- «Секс по замыслу Бога» (англ. Sex as God Intended, 2008)

## Награды и премии
- Великий маршал марша достоинства в Нью-Йорке в 1987 году[2][4].
- Национальная премия в области прав человека в 1984 году за вклад в защиту прав лесбиянок и геев[2].
- Премия за выдающиеся заслуги 1989 года от Института религии и здоровья имени Блантон-Пила.
- Гуманитарная премия 1990 года Ассоциации гомосексуальных психологов[2].
- Премия 1993 года за выдающийся вклад Американской ассоциации пастырских советников Восточного региона в номинации пастырское наставление.
- Специальная награда Объединенного братства Метропольных общинных церквей за «самоотверженную работу по распространению Евангелия среди лесбиянок и геев»[2].
- Премия «Достоинство» / США за проповедническое служение 1997 года «В знак признания более чем двадцати пятилетней выдающейся работы в интересах католического сообщества геев, лесбиянок, бисексуалов и транссексуалов»[2].
- Премия «Живой святой» 1999 года от Метропольной общинной церкви Сан-Франциско.
- Награда за лидерство имени Роджера Кейсмента и Евы Гор Бут 2005 года, врученная нью-йоркской ирландской ЛГБТ-группой «Лавандовый и Зелёный Альянс».